# Yellow Claw
Yellow Claw (в превод „Жълта врана“) са DJ дуо група (преди това трио) и музикални продуценти от Амстердам, Холандия. Групата се състои от Джим Аазие (Jim Aasgier) и Nizzle (Нилс Рондуи). Тяхната музика е комбинация от няколко стила – trap, hip-hop, dubstep, hardstyle и moombahton.

## История
„Yellow Claw“ стават популярни през средата на 2010 г., след тяхната изява на нощно парти в един от най-известните нощни клубове в Амстердам – Jimmy Woo. През 2012 г. и 2013 г. издават редица успешни сингли, които влизат в холандските и белгийските класации: „Krokobil“, „Nooit Meer Slapen“, „Thunder“ и „Last Night Ever“. Музикалните видеоклипове към синглите имат над 4 милиона гледания в YouTube. През това време Yellow Claw взимат участия в много известни холандски музикални фестивали като DirtyDutch Festival, Sneakerz Festival, Latin Village Festival и Solar Festival.
През 2013 г., Yellow Claw подписват договор с музикалната компания на Дипло – Mad Decent. На 7 март 2013 г. издават първият си международен EP Amsterdam Trap Music. През юни взимат участие в „Дипло и приятели“ по BBC Radio 1. Юли месец същата година участват и на Tomorrowland Festival 2013. На 26 септември 2013 г., издават техният втори EP, озаглавен „Amsterdam Twerk Music“.
На 1 ноември 2013 г., след като подписват със Spinnin' Records, групата издава тяхната първа международна песен „Shotgun“, заедно с вокалното участието на Rochelle. Песента стига до 10-о място на амстердамските музикални класации и на 20-о място в белгийските. На 8 ноември, Yellow Claw издават песен съвместно с Flosstradamus, озаглавена „Pillz“, проект между Fool's Gold Records и Ultra Music.
През 2015 г., реализират техният дебютен студиен албум, Blood for Mercy. Водещият сингъл в албума е „In My Room“, който е в дует с известния американски DJ и продуцент DJ Mustard и американските рапъри Ty Dolla Sign и Tyga.
На 22 юни 2016 г., Yellow Claw съобщават официално на феновете си, че MC Bizzey решава да напусне групата след като става баща. EDC Las Vegas 2016 е последното им изпълнение като трио
На 31 март 2017 г., издават техният втори дебютен студиен албум озаглавен „Los Amsterdam“. Песните към албума „Los Amsterdam“ – Love & War, Good Day, Light Years и City On Lockdown стават изключително популярни за тях като всяка има между 3 и 10 милиона гледания в YouTube.
През юли 2017 г., Yellow Claw взимат участие в Tomorrowland.
На 9 септември излезе тяхната песен „DO YOU LIKE BASS?“ в дует с Juyen Sebulba.
На 18 септември, дуо-момичешката EDM банда „Krewella“ направиха дует с Yellow Claw, като песента е кръстена „New World“, която е част от новия албум на Krewella.
На 22 юни 2018 г. излезе албума New Blood. В албума взеха участия DJ Snake, San Holo, Moksi, A$AP Ferg, Tibitha Nauser и Sofia Reyes.

## Членове
- Джим Аазие (истинско име Джим Тайхуту), роден на 6 юли 1981 – DJ и продуцент
- Nizzle (истинско име Нилс Рондуи), роден на 6 септември 1987 – DJ и продуцент

## Дискография

### Студийни албуми
| Заглавие        | Детайли                                                                          |
| --------------- | -------------------------------------------------------------------------------- |
| Blood for Mercy | - Издаден: 20 ноември 2015 - Лейбъл: Mad Decent - Формати: Дигитално сваляне, CD |
| Los Amsterdam   | - Издаден: 31 март 2017 - Лейбъл: Mad Decent - Формати: Дигитално сваляне, CD    |
| New Blood       | - Издаден: 22 юни 2018 - Лейбъл: Mad Decent - Формати: Дигитално сваляне, CD     |

### Песни
| Заглавие                                                             | Година | Албум                           |
| -------------------------------------------------------------------- | ------ | ------------------------------- |
| „Allermooiste Feestje“ (featuring Mr. Polska and Ronnie Flex)        | 2012   | Без албум                       |
| „Krokobil“ (featuring Sjaak and Mr. Polksa)                          | 2012   | Без албум                       |
| „Nooit Meer Slapen“ (featuring Ronnie Flex, MocroManiac and Jebroer) | 2012   | Без албум                       |
| „Thunder“ (with The Opposites)                                       | 2013   | Slapeloze Nachten               |
| „Dancefloor Champion“ (with Yung Felix)                              | 2013   | Без албум                       |
| „Last Night Ever“ (with LNY TNZ)                                     | 2013   | Без албум                       |
| „Shotgun“ (featuring Rochelle)                                       | 2013   | Без албум                       |
| „Lick Dat“ (with Mightyfools)                                        | 2014   | Без албум                       |
| „Legends“ (with Cesqeaux featuring Kalibwoy)                         | 2014   | Без албум                       |
| „Techno“ (with Diplo and LNY TNZ featuring Waka Flocka Flame)        | 2014   | Random White Dude Be Everywhere |
| „Till It Hurts“ (featuring Ayden)                                    | 2014   | Без албум                       |
| „Run Away“                                                           | 2015   | Без албум                       |
| „Wild Mustang“ (with Cesqeaux featuring Becky G)                     | 2015   | Blood for Mercy                 |
| „No Class“ (with Mightyfools)                                        | 2015   | Без албум                       |
| „Sin City“                                                           | 2015   |                                 |
| „We Made It“ (featuring Lil' Eddie)                                  | 2015   | Blood for Mercy                 |
| „In My Room“ (with DJ Mustard featuring Ty Dolla Sign andTyga)       | 2015   | Blood for Mercy                 |
| „Catch Me“ (with Flux Pavilion featuring Naaz)                       | 2016   | Blood for Mercy                 |
| „Invitation“ (featuring Yade Lauren)                                 | 2016   | Los Amsterdam                   |
| „Love & War“ (featuring Yade Lauren)                                 | 2016   | Los Amsterdam                   |
| „Good Day“ (featuring DJ Snake and Elliphant)                        | 2017   | Los Amsterdam                   |
| „Light Years“ (featuring Rochelle)                                   | 2017   | Los Amsterdam                   |
| „City on Lockdown“ (featuring Juicy J and Lil Debbie)                | 2017   | Los Amsterdam                   |
| „Open“ (featuring Moksi and Jonna Fraser)                            | 2017   | Los Amsterdam                   |
| „Lit“ (with Steve Aoki featuring Gucci Mane and T-Pain№              | 2017   | Kolony                          |
| „DO YOU LIKE BASS?“ (featuring Juyen Sebulba)                        | 2017   | Без албум                       |
| Krewella – „New World“ (featuring Yellow Claw, Krewella)             | 2017   | New World: Part 1 от Krewella   |

### Други песни
| Година | Заглавие                                      | Албум  |
| ------ | --------------------------------------------- | ------ |
| 2016   | „Ocho Cinco“ (DJ Snake featuring Yellow Claw) | Encore |